# Ою
О́ю (ест. Oiu küla) — село в Естонії, у волості Вільянді повіту Вільяндімаа.

## Населення
Чисельність населення на 31 грудня 2011 року становила 54 особи.
Станом на 1 січня 2020 у селі проживало 64 особи[джерело?].

## Історія
З 19 грудня 1991 до 25 жовтня 2017 року село входило до складу волості Колґа-Яані.